# Robertsfors bruk

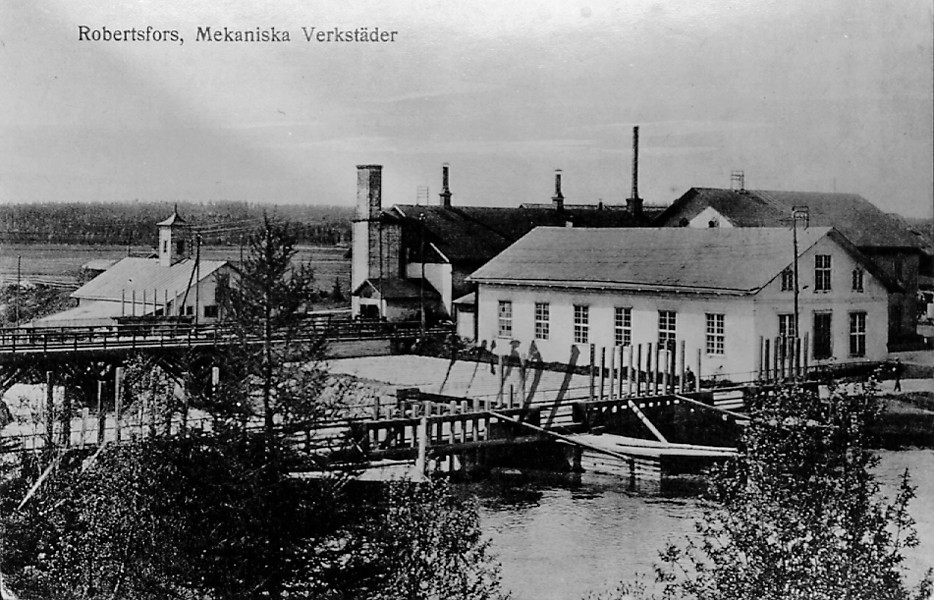
Mekaniska verkstaden med masugn.

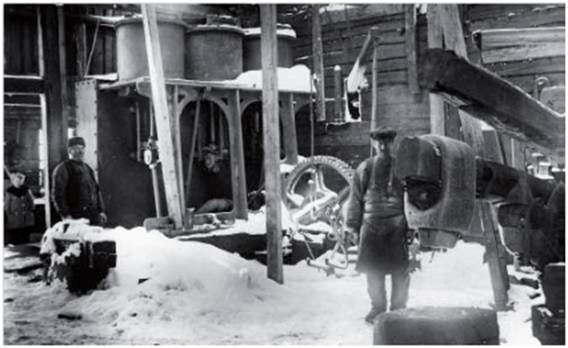
Rivning av stångjärnssmedjan 1912.

Robertsfors bruk var ett självförsörjande järnbruk och sedan sågverk vid Rickleån i Robertsfors, Västerbotten. Bruket gav namn till samhället. Det var det största bruket i den västerbottniska bruksindustrin.
Bruksmiljön är av riksintresse för kulturmiljövården.

## Historia
Efter tillstånd av regeringen 1751, startade Robertsfors bruk 1758 i utkanten av byn Edfastmark, och elva smeder och arbetare rekryterades från Forsmarks bruk i Uppland som ägdes av John Jennings och som startade bruksverksamheten i Robertsfors. Ägarna uppförde bruket i Norrland eftersom det började bli skogsbrist i trakterna runt järngruvorna söderut. Malmen skeppades dit från Bergslagen och Roslagen
Bruket bestod ursprungligen av fyra gårdar, där de fjorton arbetarna även bodde den första tiden. 1799 fanns det nio arbetarbostäder, och login ingick i lönen. Byn uppkallades efter Robert Finlay som var delägare tillsammans med Jenning. Brukssamhället var centrerat kring Robertsfors herrgård som stod färdig 1788, och sedermera uppfördes en kyrka som med tiden avknoppades från Bygdeå församling och bildade en egen församling, Robertsfors församling. Hela familjerna var involverade i brukssamhället. Barnen arbetade, kvinnorna skötte hushållet och de äldre familjemedlemmarna, och männen i arbetsför ålder arbetade i bruket.
1760 var masugnen färdig, och 1782 var stångjärnssmedjan klar för användning. Vid manufaktursmedjan förädlades bara en liten del av stångjärnet - det mesta exporterades. Vid masugnen tillverkades 200 ton tackjärn per år under brukets första fyra årtionden. 1834 utökades verksamheten med ett sågverk, som sände timret från Sikeå hamn. Fram till allmän skolplikt infördes 1842 arbetade också barn vid bruket. Under åren 1875-1878 byggde arbetarna också en järnväg mellan Robertsfors och Sikeå, vilket var Västerbottens första järnväg. 1897 arbetade omkring 100 personer vid sågverket. 
Vid sidan av bruksverksamheten startade bruksägarna ett storjordbruk för att förse arbetarna med mat, med ett mejeri vilket var Norrlands första. Dessutom hade varje arbetarbostad möjlighet till eget jordbruk. Storjordbruket sysselsatte uppåt 150 personer, med extrapersonal inräknat, under början av 1900-talet. Storjordbruket lades ner 1968.
Masugnen lades ner 1883, medan stångjärnssmedjan var i bruk till 1892. I stället ägnade sig Robertsfors bruk enbart åt sågverket. 1897 köptes företaget av Seth Kempe, som anlade en pappersmassefabrik där 1904. Sågverket lades ned 1936, men under ett årtionde därefter tillverkades sprit. Pappersmassefabriken lades ned 1948.